# Balch Hall
Il Balch Hall è una storica residenza universitaria dell'Università Cornell della città di Ithaca nello Stato di New York.

## Storia
L'edificio venne inaugurato nel settembre del 1929 in qualità di dormitorio femminile (l'unico ancora esistente all'interno dell'università Cornell). Venne totalmente restaurato tra il 2021 e il 2022.

## Descrizione
L'imponente residenza universitaria è situata nel North Campus dell'Università Cornell.
L'edificio, dalla pianta pressoché simmetrica, presenta uno stile gotico collegiale.

## Galleria d'immagini

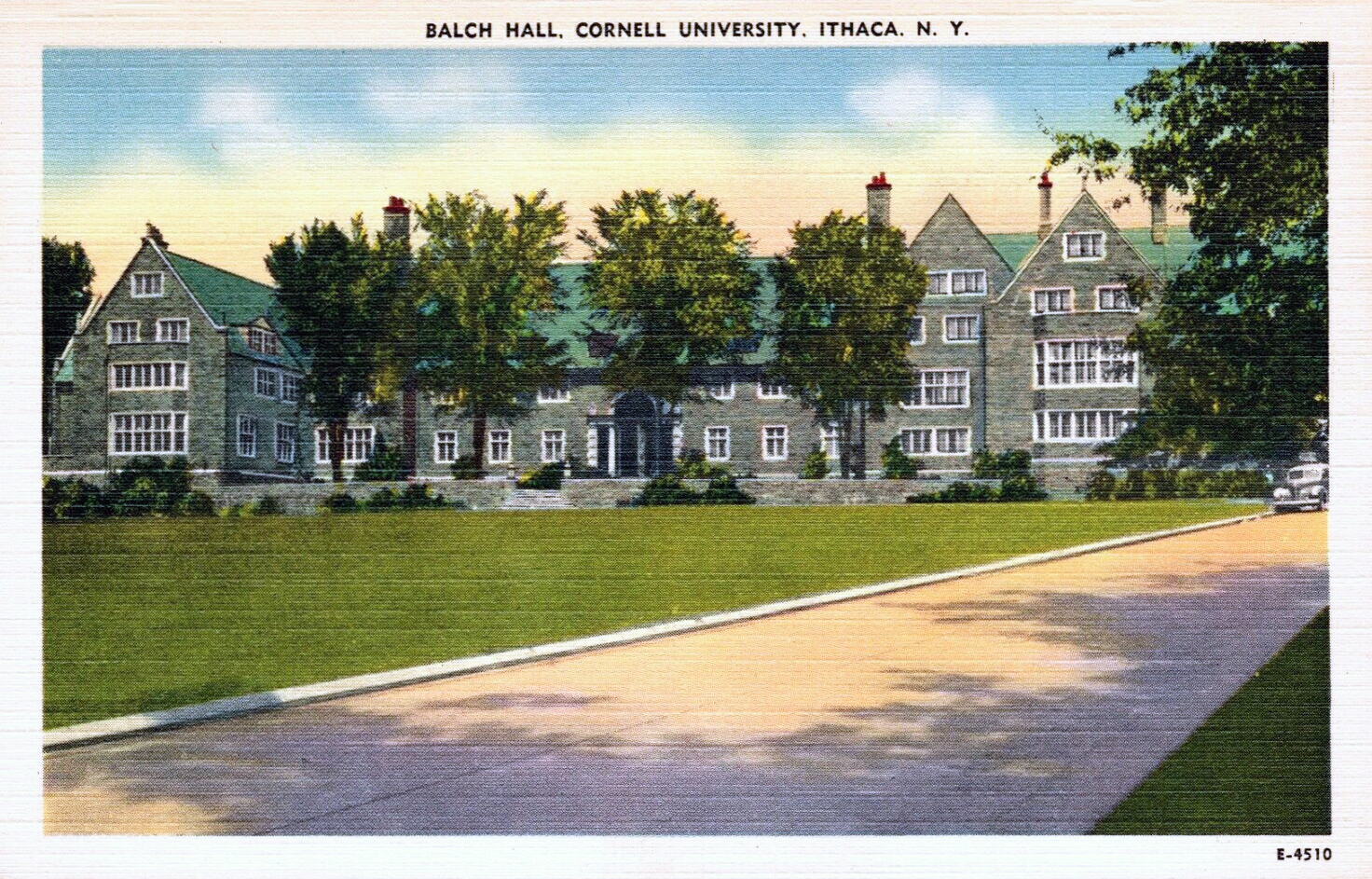
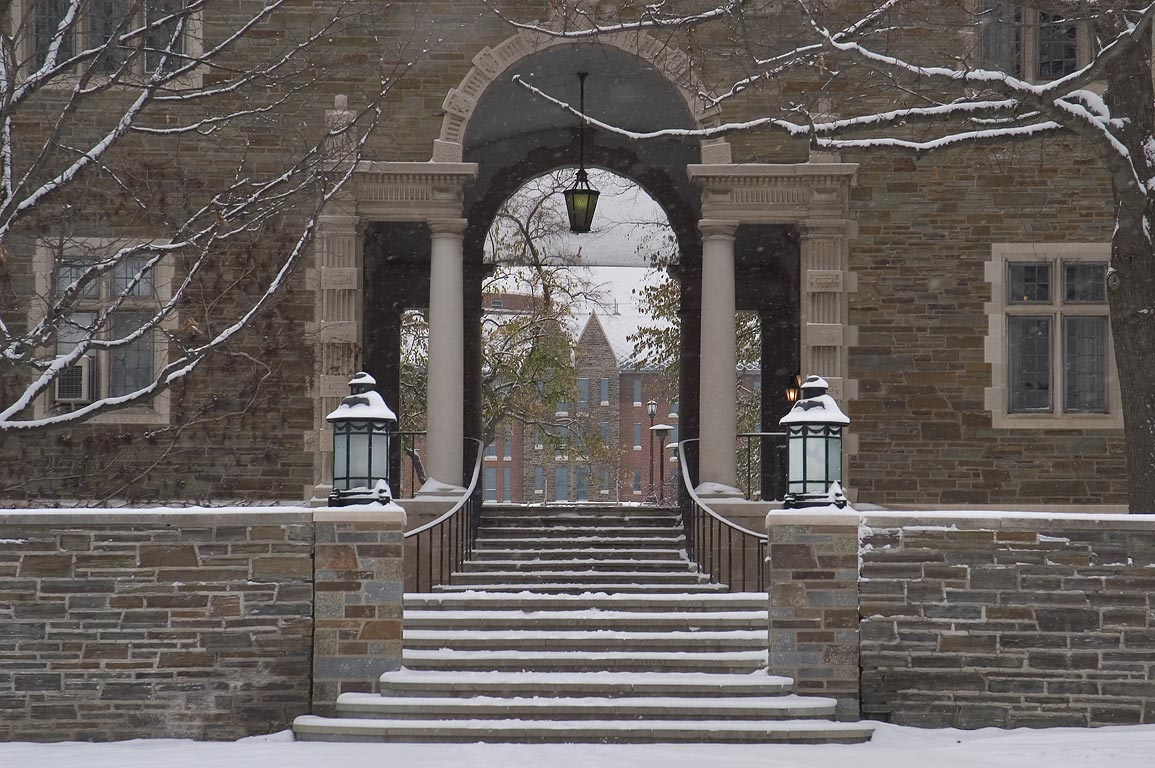
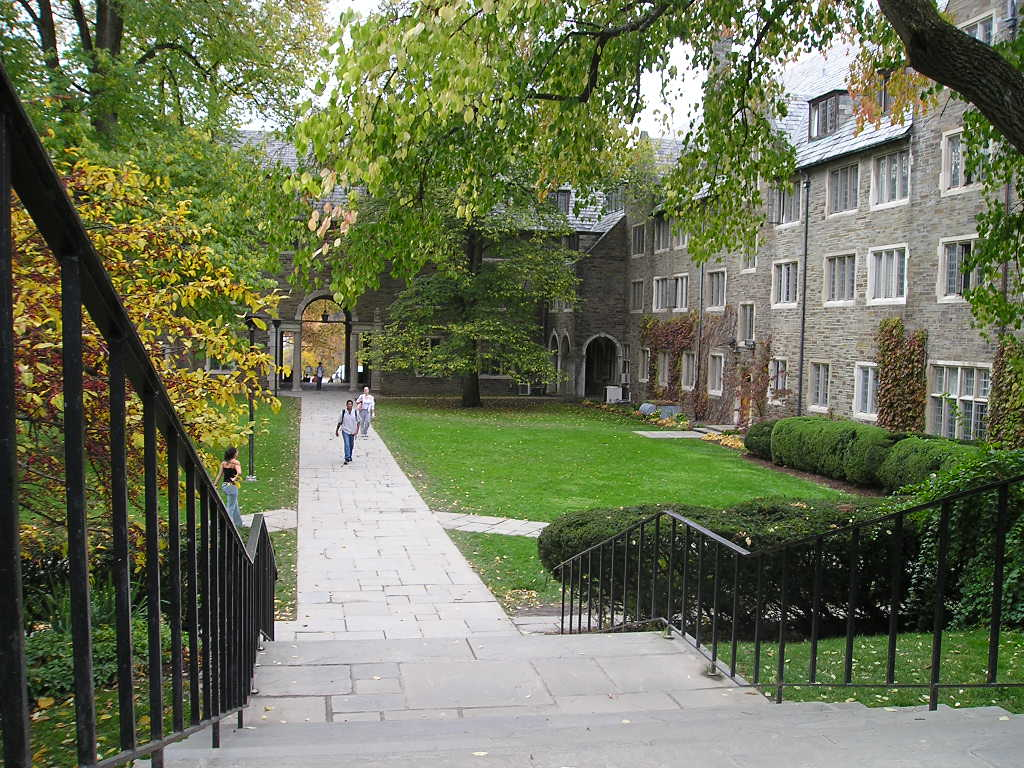